# صاصل عربي
صاصل عربي (الاسم العلمي: Ornithogalum arabicum) هو نوع نباتي يتبع جنس الصاصل من فصيلة الهليونية.

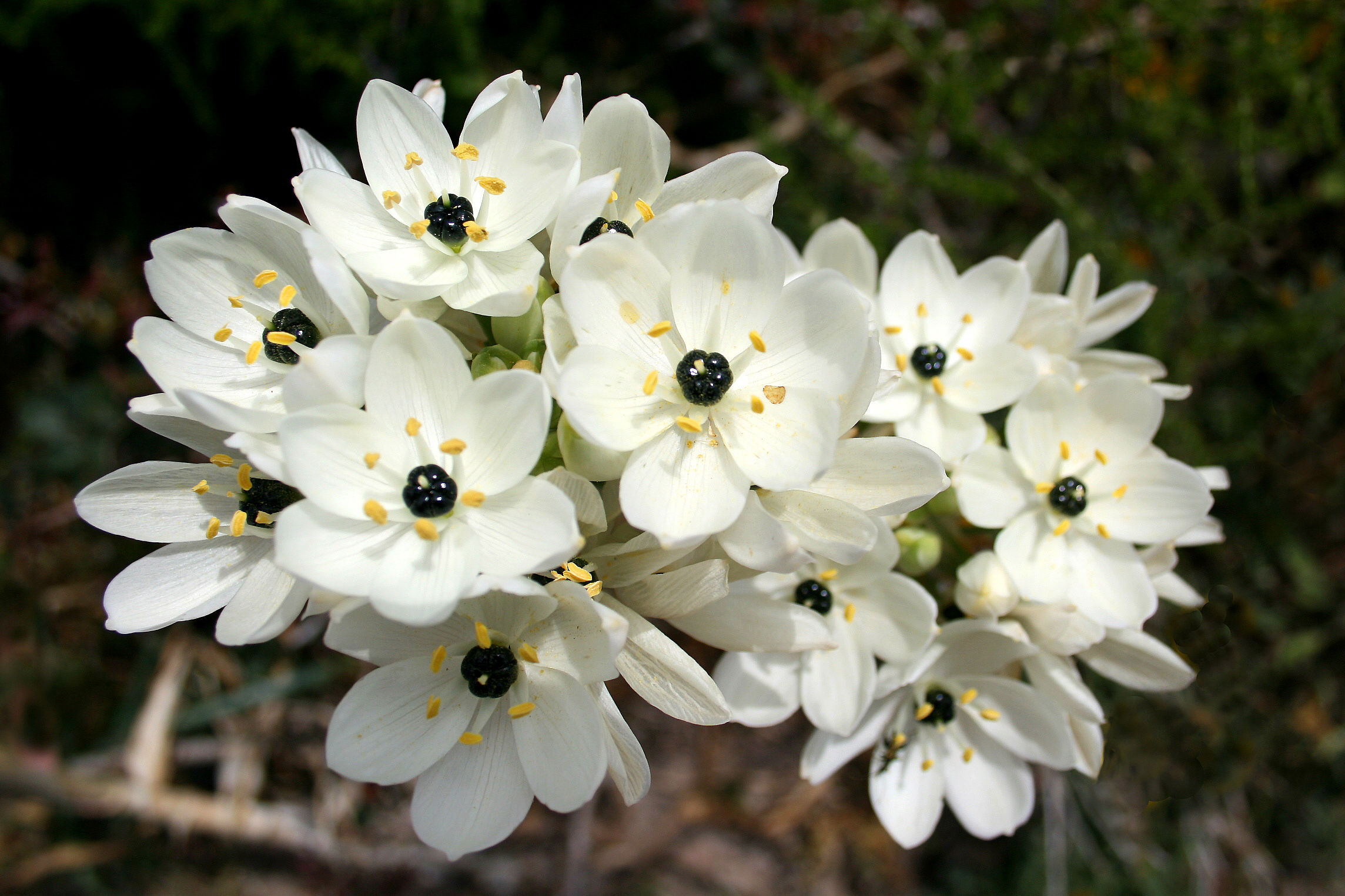